# Црноглави уакари
Црноглави уакари (лат. Cacajao melanocephalus) је врста примата (Primates) из породице Pitheciidae. 

## Распрострањење
Ареал врсте је ограничен на мањи број држава. 
Врста је присутна у следећим државама: Бразил (само северозапад), Венецуела и Колумбија.

## Станиште
Станишта врсте су шуме, планине и речни екосистеми.

## Угроженост
Ова врста је наведена као последња брига, јер има широко распрострањење и честа је врста.